# Ideál (gyűrűelmélet)
Az absztrakt algebra gyűrűelmélet nevű ágában ideálnak nevezzük az {\displaystyle R} gyűrű {\displaystyle I} részhalmazát, ha {\displaystyle I} részgyűrűje {\displaystyle R}-nek és minden {\displaystyle r\in R,s\in I}-re {\displaystyle rs\in I} és {\displaystyle sr\in I}. Ezt a kapcsolatot {\displaystyle R} és {\displaystyle I} között az {\displaystyle I\triangleleft R} szimbólummal jelöljük.

## Példák
Az egész számok gyűrűjében a héttel osztható számok ideált alkotnak, hiszen egy héttel osztható számot valamilyen egész számmal megszorozva ismét héttel osztható számot kapunk.
A {\displaystyle [0,1]} intervallumon értelmezett, folytonos egyváltozós valós függvények gyűrűjében ideált alkotnak azok az {\displaystyle f} függvények, amelyekre {\displaystyle f(0)=0}.

## Alaptulajdonságok
Tetszőleges gyűrű ideál saját magában (azaz {\displaystyle R\triangleleft R} mindig fennáll), és bármely gyűrűben ideál a pusztán a nullelemből álló zérógyűrű. Ezeket gyakran triviális ideálnak, az ezektől különböző ideálokat pedig valódi ideálnak nevezzük. Egyszerű gyűrű az olyan gyűrű, amelynek csak triviális ideáljai vannak. Ha egy ideál tartalmaz egy egységet, akkor triviális ideál. Minden ferdetest egyszerű gyűrű, hiszen ferdetestben minden nemnulla elem egység. Ideálok metszete maga is ideál.
Az ideál nem tranzitív reláció, azaz ha {\displaystyle J\triangleleft I} és {\displaystyle I\triangleleft R}, abból nem következik, hogy {\displaystyle J\triangleleft R}. Ezt támasztja alá a következő ellenpélda. Legyen {\displaystyle R=\mathbb {R} [X]} az egyváltozós valós polinomok gyűrűje. Legyen I azon R-beli elemek halmaza, ahol a konstans és a lineáris tag együtthatója 0; végül legyen J azon I-beli polinomok halmaza, ahol még a köbös tag együtthatója is 0. Ekkor J ideált alkot I-ben, I pedig R-ben, azonban J csak részgyűrűje, de nem ideálja R-nek. Valóban, {\displaystyle X^{2}\in J}, de {\displaystyle X^{2}\cdot X=X^{3}\notin J}.

## Balideál, jobbideál
Ha {\displaystyle R} nem kommutatív, akkor vizsgálhatjuk {\displaystyle R} azon {\displaystyle I} részgyűrűit, amelyekre {\displaystyle r\in R,s\in I} esetén teljesül {\displaystyle rs\in I} (de {\displaystyle sr\in I} nem feltétlenül). Az ilyen {\displaystyle I} részgyűrűket balideálnak nevezzük. Hasonlóan, ha {\displaystyle r\in R,s\in I} esetén teljesül {\displaystyle sr\in I}, akkor {\displaystyle I}-t jobbideálnak nevezzük. Néha a bal- illetve a jobbidáloktól való különbséget hangsúlyozandó az ideálokat kétoldali ideálnak is nevezzük. I akkor és csak akkor kétoldali ideál, ha egyszerre balideál és jobbideál is.
A valós számtest feletti 2×2-es mátrixok gyűrűjében balideált (de nem jobbideált) alkotnak azok a mátrixok, amelyeknek a második oszlopában csupa 0 áll. Ugyanebben a gyűrűben jobbideált (de nem balideált) alkotnak azok a mátrixok, amelyeknek második sorában csupa 0 áll.

## Ideálok és homomorfizmusok kapcsolata
Tetszőleges gyűrűhomomorfizmus magja ideál, és megfordítva, minden ideál előáll egy gyűrűhomomorfizmus magjaként. Ha {\displaystyle \ker \phi } a zérógyűrű, akkor {\displaystyle \phi } izomorfizmus.